# Ross Wallace
Ross Wallace est un footballeur écossais né le 23 mai 1985 formé au Celtic FC. Il peut occuper tous les postes du couloir gauche, même si c'est un ailier attaquant de formation. Il évolue actuellement au Fleetwood Town FC.

## Biographie
En août 2006, il quitte le Celtic FC, ne pouvant obtenir des garanties de temps de jeux élevés (barré par Aiden McGeady et Shaun Maloney), pour le Sunderland AFC où son ancien coéquipier au Celtic FC Roy Keane le fait venir en compagnie de Stanislav Varga. Il est d'abord prêté à Preston North End puis transféré définitivement en 2009.
Le 10 juillet 2015, il rejoint Sheffield Wednesday, mais à l'issue de la saison 2017-18, il est libéré.
Le 21 septembre 2018, il rejoint Fleetwood Town, qui évolue alors en EFL League One.